# 市原郡
- 令制国一覧 > 東海道 > 上総国 > 市原郡
- 日本 > 関東地方 > 千葉県 > 市原郡

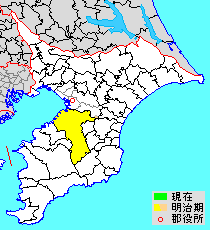
千葉県市原郡の位置（薄黄：後に他郡に編入された区域）

市原郡（いちはらぐん）は、千葉県（上総国）にあった郡。1963年（昭和38年）に郡内の大部分をもって市原市が発足し、残部も1967年（昭和42年）に編入され消滅した。

## 古代・中世
現在の市原市北部を支配していた「菊麻国造」（くくまのくにのみやつこ）の領域を中心に編成された。「上海上国造」（かみつうなかみのくにのみやつこ）の支配領域であった養老川左岸は海上（うなかみ）郡とされ、当郡は養老川右岸を領域としていたと考えられている。
律令制の下で上総国の中心とされ、国府（国衙）、国分寺、国分尼寺、総社のいずれもが当郡に置かれていた。
平安時代末期頃に東西に分割され、「市西（しさい）郡」・「市東（しとう）郡」となった。

### 郷
『和名類聚抄』に記される郡内の郷（6郷）。
海部、市原、江田、湿津、山田、菊間

## 近世
江戸時代初期に市西郡・市東郡、および元の海上郡であった海北（かいほう）郡・佐是（さぜ）郡などが統合されて市原郡となった。おおよそ養老川の全流域に相当する（ただし最上流域は夷隅郡）。
郡内の支配は細分化され、幕府直轄領（天領）、旗本知行地、藩（大名）領が複雑に入り組んでいた。
当郡内に支配の拠点（陣屋）を置く藩もあったが、いずれも2万石以下の小藩であり、しかも江戸時代を通じて存続した藩はなかった。
1867年（慶応3年）の大政奉還の時点で郡内に陣屋を置いていたのは鶴牧藩（1.5万石）のみである。
1868年（明治元年）、徳川宗家（旧将軍家）の駿府（静岡）入封に換えて遠江浜松藩主であった井上正直が当郡を中心に6万石の領地を与えられ、石川村の台地上に陣屋を置いた。台地上に整備された城下町が鶴舞と名づけられたことから、この藩は鶴舞藩と呼ばれる。また、駿河沼津藩主であった水野忠敬が菊間村に陣屋を置き菊間藩（5万石）が成立した。

## 近代以降の沿革
1878年（明治11年）に行政区画として発足した当時の郡域は、現在の行政区画では概ね以下の区域にあたる。
- 市原市の全域
- 千葉市緑区の一部（板倉町）

### 町村制以前の沿革
- 「旧高旧領取調帳」に記載されている明治初年時点での当郡域の支配は以下の通り。●は村内に寺社領が、○は寺社除地（領主から年貢免除の特権を与えられた土地）が存在。下記の他、岩崎新田が存在したが、五井村の一部として扱われたのか記載されていない。

| 知行         | 知行                                 | 村数 | 村名 |
| ------------ | ------------------------------------ | ---- | --- |
| 幕府領       | 幕府領                               | 7村  | 中村、矢田村、金杉浜新田、出津村、廿五里村、小折村、万田野村 |
| 幕府領       | 旗本領                               | 91村 | 根田村、板倉村、藤井村、門前村、西ノ谷村、●菊間村、市原村、二日市場村、川在村、●奉免村、山口村、大作村、本郷村、岩崎村、岩村、大戸村、○新井村、宗角村、●能満村、高倉村、岩野見村、平野村、加茂村（現市原市高滝）、北崎村、小佐貫村、大坪村、久々津村、神崎村、小草畑村、櫃狭村、相川村、西広村、浅井小向村、五所村、山木村、国吉村（2ヶ所に存在）、皆吉村、山田久保村、金沢村、大蔵村、萓橋村、寺谷村、●上高根村、内田宿村、内田島田村、内田堀越村、内田市場村、内田奥野村、内田水沢村、内田石川村、内田江子田村、内田安久谷村、内田大西村、内田腰巻村、内田真福寺村、内田真ヶ谷村、原田村、土宇村、高坂村、安須村、西野村、柳原村、古市場村、海士有木村、福増村、新堀村、海保村、下野村、中野村、高田村、瀬又村、立野村、駒込村、荒巻村、金剛地村、吉沢村、大桶村、松島村、妙香村、●田尾村、牛久村、上原村、大馬屋村、久保村、藪村、山田橋村、○大和田村、山田村、外部田村、●米原村 |
| 幕府領       | 与力給知                             | 1村  | 引田村 |
| 幕府領       | 同心給知                             | 5村  | 新生村、権現堂村、十五沢村、糸久村、分目村 |
| 幕府領       | 幕府領・旗本領                       | 11村 | ●八幡村、滝ノ口村（滝口村）、神代村、下矢田村、勝間村、平田村、●村上村、押沼村、番場村、今津朝山村、●池和田村 |
| 幕府領       | 旗本領・与力給知                     | 1村  | 武士村 |
| 藩領         | 上総鶴牧藩                           | 7村  | 片又木村、草苅村、豊成村、今冨村、●○姉ヶ崎村、天羽田新田、●椎津村 |
| 藩領         | 上総久留里藩                         | 14村 | ○菅野村、石塚村、根向村、芋原村、折津村、大久保村、○柳川村、国本村、田淵村、川崎村、月崎村、日竹村、徳氏村、柿木台村 |
| 藩領         | 上総請西藩                           | 5村  | 松崎村、古部村（古都部村の誤記か）、畑木村、飯沼村、宮原村（現市原市宮原） |
| 藩領         | 下総高岡藩                           | 6村  | ●○郡本村、小田部村、大作村、犬成村、喜多村、●風戸村 |
| 藩領         | 安房館山藩                           | 1村  | 平蔵村 |
| 藩領         | 上野前橋藩                           | 1村  | 玉前新田 |
| 藩領         | 武蔵岩槻藩                           | 5村  | ●麻生原村、黒川村、石神村、戸面村、月出村 |
| 藩領         | 請西藩・西大平藩                     | 1村  | ○宮原村（現市原市高滝） |
| 藩領         | 佐貫藩・請西藩                       | 1村  | 佐瀬村 |
| 幕府領・藩領 | 幕府領・旗本領・鶴牧藩               | 3村  | 古敷谷村、●小谷田村、君塚村 |
| 幕府領・藩領 | 幕府領・旗本領・鶴牧藩・前橋藩       | 1村  | 五井村 |
| 幕府領・藩領 | 幕府領・旗本領・請西藩               | 1村  | 野毛村 |
| 幕府領・藩領 | 幕府領・旗本領・高岡藩               | 1村  | ○加茂村（現市原市加茂） |
| 幕府領・藩領 | 幕府領・旗本領・前橋藩               | 1村  | 町田村 |
| 幕府領・藩領 | 幕府領・旗本領・上総佐貫藩           | 1村  | 青柳村 |
| 幕府領・藩領 | 幕府領・与力給知・高岡藩             | 1村  | 山小川村 |
| 幕府領・藩領 | 幕府領・旗本領・佐貫藩・三河西大平藩 | 1村  | 不入斗村 |
| 幕府領・藩領 | 旗本領・鶴牧藩                       | 1村  | 山倉村 |
| 幕府領・藩領 | 旗本領・久留里藩                     | 1村  | ●飯給村 |
| 幕府領・藩領 | 旗本領・請西藩                       | 8村  | 白塚村、柏原村、永吉村、荻作村、○不入村、馬立村、惣社村、天王河原村 |
| 幕府領・藩領 | 旗本領・佐貫藩                       | 3村  | 中高根村、●磯谷村、潤井戸村 |
| 幕府領・藩領 | 旗本領・高岡藩                       | 2村  | 葉地村（葉木村）、奈良村 |
| 幕府領・藩領 | 旗本領・西大平藩                     | 1村  | 島野村 |

- 慶応4年
  - 請西藩が廃藩。
  - 真福寺村、腰巻村、大西村が合併して米沢村が成立。
  - 7月2日（1868年8月19日） - 請西藩領、岩槻藩領、与力給知の全域、幕府・旗本領の大部分（内田江子田村、内田安久谷村、内田大西村、内田腰巻村、内田真福寺村、内田真ヶ谷村、原田村、土宇村、下野村、立野村、久保村、山田橋村の全域、八幡村、滝ノ口村〔滝口村〕、新井村、皆吉村、瀬又村の各一部を除く）、鶴牧藩領の大部分（山倉村、五井村、君塚村、今富村を除く）、佐貫藩領の一部（磯谷村）、西大平藩領の一部（現市原市高滝の方の宮原村）が安房上総知県事の管轄となる。また、以降の藩の設置にはすべて旧寺社領、寺社除地も含む。
  - 7月13日（1868年8月30日） - 駿河小島藩が転封し、上総金ヶ崎藩となる。
  - 9月5日（1868年10月20日） - 遠江浜松藩が転封し、上総鶴舞藩となる。
- 明治元年
  - 9月12日（1868年10月27日） - 駿河沼津藩が転封し、上総菊間藩となる。
  - また、上記3藩の入封にともない鶴牧藩、佐貫藩、久留里藩、高岡藩、館山藩、前橋藩、西大平藩で領地替えが行われ、郡内は4藩の管轄となる（村名は幕末時点のもの）。

| 知行 | 知行             | 村数  | 村名 |
| ---- | ---------------- | ----- | --- |
| 藩領 | 鶴舞藩           | 103村 | 古敷谷村、小谷田村、佐瀬村、山小川村、葉地村（葉木村）、大作村、犬成村、喜多村、奈良村、風戸村、板倉村、麻生原村、黒川村、石神村、戸面村、月出村、藤井村、門前村、西ノ谷村、川在村、奉免村、山口村、大作村、本郷村、松崎村、古部村、永吉村、宗角村、高倉村、平野村、宮原村（現市原市高滝）、加茂村（現市原市高滝）、北崎村、小佐貫村、不入村、中高根村、神崎村、小草畑村、櫃狭村、相川村、国吉村（2ヶ村とも）、磯谷村、草苅村、山田久保村、金沢村、大蔵村、萓橋村、寺谷村、上高根村、内田宿村、内田島田村、内田堀越村、内田市場村、内田奥野村、内田水沢村、内田石川村、内田江子田村、内田安久谷村、内田大西村、内田腰巻村、内田真福寺村、内田真ヶ谷村、原田村、土宇村、下野村、高田村、立野村、荒巻村、金剛地村、大桶村、豊成村、牛久村、上原村、平蔵村、今冨村、久保村、藪村、山田橋村、菅野村、石塚村、根向村、芋原村、折津村、大久保村、柳川村、国本村、田淵村、川崎村、月崎村、日竹村、徳氏村、柿木台村、飯給村、池和田村、大和田村、潤井戸村、外部田村、米原村、姉ヶ崎村、天羽田新田、椎津村、万田野村 |
| 藩領 | 菊間藩           | 72村  | 八幡村、加茂村（現市原市加茂）、郡本村、根田村、小田部村、菊間村、市原村、二日市場村、岩崎村、引田村、神代村、島野村、中村、矢田村、下矢田村、岩村、白塚村、柏原村、大戸村、新井村、勝間村、野毛村、畑木村、玉前新田、荻作村、能満村、岩野見村、大坪村、久々津村、西広村、浅井小向村、片又木村、五所村、金杉浜新田、山木村、平田村、山倉村、五井村、出津村、村上村、廿五里村、町田村、惣社村、高坂村、安須村、宮原村（現市原市宮原）、西野村、柳原村、小折村、武士村、古市場村、海士有木村、福増村、新堀村、新生村、権現堂村、十五沢村、糸久村、分目村、君塚村、海保村、中野村、押沼村、番場村、瀬又村、今津朝山村、天王河原村、青柳村、松島村、妙香村、田尾村、大馬屋村 |
| 藩領 | 鶴舞藩・菊間藩   | 6村   | 滝ノ口村（滝口村）、馬立村、皆吉村、駒込村、吉沢村、山田村 |
| 藩領 | 金ヶ崎藩・菊間藩 | 1村   | 飯沼村 |
| 藩領 | 鶴牧藩・鶴舞藩   | 1村   | 不入斗村 |

- 明治初年に以下の変更が行われた。
  - 天羽田新田が姉ヶ崎村に編入。
  - 「内田」の冠称を廃止。
- 明治2年3月 - 上総金ヶ崎藩が上総桜井藩に改称。
- 明治4年
  - 7月14日（1871年8月29日） - 廃藩置県により、鶴牧県、桜井県、鶴舞県、菊間県の管轄となる。
  - 11月14日（1871年12月25日） - 第1次府県統合により、全域が木更津県の管轄となる。
  - 不入斗村より深城村、迎田村が分村。
- 明治5年 - 石川村より鶴舞村が分村。
- 明治6年（1873年）6月15日 - 木更津県が印旛県に統合して千葉県が発足。
- 明治7年（1874年）
  - 八幡村が八幡宿に改称。
  - 五所村、金杉浜新田が合併して五所金杉村が成立。
  - 宮原村、加茂村（ともに現市原市高滝）が合併して高滝村が成立。
  - 根向村、芋原村が折津村に編入。
  - 川崎村が田淵村に、黒川村が麻生原村に編入。
- 明治8年（1875年）
  - 北崎村、小佐貫村が合併して養老村が成立。
  - 天王河原村が青柳村に編入。
- 明治11年（1878年）11月2日 - 郡区町村編制法の千葉県での施行により、行政区画としての市原郡が発足。「千葉市原郡役所」が千葉郡千葉町に設置され、同郡とともに管轄。
- 明治12年（1879年） - 2ヶ所の国吉村が、それぞれ東国吉村、西国吉村に改称。
- 明治15年（1882年） - 山田久保村、日竹村が、それぞれ皆吉村、田淵村に編入。

### 町村制以降の沿革

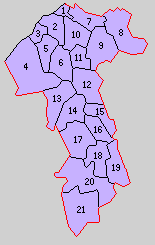
市原郡（町村制施行時）
1.八幡町 2.五井村 3.千種村 4.鶴牧村 5.東海村 6.海上村 7.菊間村 8.湿津村 9.市東村 10.市原村 11.市西村 12.養老村 13.戸田村 14.明治村 15.内田村 16.鶴舞村 17.高滝村 18.富山村 19.平三村 20.里見村 21.白鳥村
現在の行政区画
紫：市原市

- 1889年（明治22年）4月1日 - 町村制施行により市原郡に以下の町村が発足。特記以外は全域が現・市原市。（1町20村）
  - 八幡町 ←八幡宿、五所金杉村、山木村
  - 五井村 ←五井村、出津村、玉前新田、岩崎新田、平田村、村上村、君塚村、岩野見村
  - 千種村 ←青柳村、松ヶ島村、今津朝山村、柏原村、白塚村
  - 鶴牧村 ←姉ヶ崎村、畑木村、椎津村、豊成村、立野村、片又木村、不入斗村、深城村、迎田村
  - 東海村 ←廿五里村、野毛村、町田村、海保村、島野村、飯沼村
  - 海上村 ←今富村、小折村、柳原村、十五沢村、西野村、引田村、分目村、新生村、浅井小向村、権現堂村、糸久村、神代村、安須村、高坂村、宮原村
  - 菊間村 ←菊間村、古市場村、大厩村、草刈村
  - 湿津村 ←大成村、大作村、喜多村、滝口村、葉木村、勝間村、荻作村、小田部村、神崎村、潤井戸村、下野村、久々津村
  - 市東村 ←瀬又村、番場村、押沼村、中野村、東国吉村、金剛地村、永吉村、高田村、高倉村、奈良村、古都辺村（現・市原市）、板倉村（現・千葉市緑区）
  - 市原村 ←郡本村、西野谷村、藤井村、山田橋村、能満村、市原村、門前村、根田村、惣社村、西広村
  - 市西村 ←海士有木村、大坪村、相川村、福増村、山倉村、新堀村、武士村
  - 養老村 ←松崎村、磯ヶ谷村、山田村、土宇村、二日市場村、櫃挟村、大桶村、川在村、新巻村
  - 戸田村 ←馬立村、上原村、上高根村、中高根村、風戸村、栢橋村、岩崎村、寺谷村
  - 明治村 ←牛久村、奉免村、妙香村、中村、佐是村、西国吉村、皆吉村、金沢村、大蔵村、藪村、岩村
  - 内田村 ←石川村、米沢村、真ヶ谷村、安久谷村、原田村、江子田村、奥野村、堀越村、宿村、島田村、市場村、水沢村
  - 鶴舞村 ←鶴舞村、田尾村、池和田村、矢田村、下矢田村、山小川村
  - 高滝村 ←高滝村、養老村、本郷村、大和田村、久保村、外部田村、駒込村、山口村、不入村
  - 富山村 ←古敷谷村、小谷田村、吉沢村、新井村
  - 平三村 ←平蔵村、米原村、小草畑村
  - 里見村 ←飯給村、徳氏村、平野村、大戸村、万田野村、月出村、柿木台村、田淵村
  - 白鳥村 ←大久保村、石塚村、菅野村、月崎村、国本村、柳川村、石神村、折津村、朝生原村、戸面村
- 1891年（明治24年）
  - 1月9日 - 鶴舞村が町制を施行し鶴舞町となる。（2町19村）
  - 5月20日 - 五井村が町制を施行し五井町となる。（3町18村）
  - 6月1日 - 鶴牧村が町制を施行し姉崎町と改称。（4町17村）
- 1897年（明治30年）4月1日 - 郡制を施行。八幡町に郡役所が置かれる。[注釈 1]
- 1923年（大正12年）4月1日 - 郡会が廃止。郡役所は存続。
- 1926年（大正15年）7月1日 - 郡役所が廃止。以降は地域区分名称となる。
- 1924年（大正13年）7月15日 - 明治村が町制を施行し牛久町と改称。（5町16村）
- 昭和17年（1942年）7月1日 - 「市原地方事務所」が八幡町に設置され、本郡を管轄。
- 昭和29年（1954年）
  - 1月15日 - 高滝村、富山村、里見村、白鳥村が合併して加茂村が発足。（5町13村）
  - 11月3日 - 五井町と東海村が合併し、改めて五井町が発足。（5町12村）
  - 11月15日 - 牛久町、鶴舞町、戸田村、内田村、平三村が合併して南総町が発足。（4町9村）
- 昭和30年（1955年）
  - 2月11日 - 湿津村と市東村が合併して市津村が発足。（4町8村）
  - 3月20日 - 五井町と千種村が合併し、改めて五井町が発足。（4町7村）
  - 3月31日
    - 八幡町、菊間村が合併して市原町（市原村とは別）が発足する。（4町6村）
    - 市西村、養老村が合併、町制を施行して三和町が発足。（5町4村）
    - 五井町のうち旧千種村の一部（今津朝山、柏原、白塚）が姉崎町に編入。
- 昭和31年（1956年）
  - 3月25日 - 三和町と海上村が合併し、改めて三和町が発足。（5町3村）
  - 7月1日 - 市原村の東部（郡本、西野谷、藤井、山田橋、能満、市原、門前）が市原町に、西部（根田、加茂、惣社、西広）が五井町に編入。（5町2村）
  - 9月1日 - 三和町のうち旧海上村の一部（今富、小折、柳原、十五沢、西野）が五井町に編入。
  - 11月25日 - 三和町のうち旧海上村の一部（引田、神代の一部）が五井町に編入。
- 昭和36年（1961年）4月1日 - 市津村が町制を施行し市津町となる。（6町1村）
- 昭和38年（1963年）5月1日
  - 市原町・五井町・姉崎町・三和町・市津町が合併、市制を施行して市原市が発足し、郡より離脱。（1町1村）
  - 市津町の一部（板倉）が山武郡土気町（現千葉市緑区）に編入。
- 昭和42年（1967年）10月1日 - 南総町・加茂村が市原市に編入。同日市原郡消滅。

1955年（昭和30年）3月31日から1956年（昭和31年）7月1日までは「市原町」と「市原村」が併存していた。

### 変遷表
| 明治22年4月1日 | 明治22年 - 昭和19年              | 明治22年 - 昭和19年              | 昭和20年 - 昭和29年     | 昭和20年 - 昭和29年     | 昭和30年 - 昭和37年             | 昭和30年 - 昭和37年             | 昭和38年 - 昭和64年          | 平成1年 - 現在 | 現在   |
| -------------- | -------------------------------- | -------------------------------- | ----------------------- | ----------------------- | ------------------------------- | ------------------------------- | ---------------------------- | -------------- | ------ |
| 明治村         | 大正13年7月15日 牛久町に町制改称 | 大正13年7月15日 牛久町に町制改称 | 昭和29年11月15日 南総町 | 昭和29年11月15日 南総町 | 南総町                          | 南総町                          | 昭和42年10月1日 市原市に編入 | 市原市         | 市原市 |
| 鶴舞村         | 明治24年1月9日 町制              | 明治24年1月9日 町制              | 昭和29年11月15日 南総町 | 昭和29年11月15日 南総町 | 南総町                          | 南総町                          | 昭和42年10月1日 市原市に編入 | 市原市         | 市原市 |
| 戸田村         | 戸田村                           | 戸田村                           | 昭和29年11月15日 南総町 | 昭和29年11月15日 南総町 | 南総町                          | 南総町                          | 昭和42年10月1日 市原市に編入 | 市原市         | 市原市 |
| 内田村         | 内田村                           | 内田村                           | 昭和29年11月15日 南総町 | 昭和29年11月15日 南総町 | 南総町                          | 南総町                          | 昭和42年10月1日 市原市に編入 | 市原市         | 市原市 |
| 平三村         | 平三村                           | 平三村                           | 昭和29年11月15日 南総町 | 昭和29年11月15日 南総町 | 南総町                          | 南総町                          | 昭和42年10月1日 市原市に編入 | 市原市         | 市原市 |
| 高滝村         | 高滝村                           | 高滝村                           | 昭和29年1月15日 加茂村  | 昭和29年1月15日 加茂村  | 加茂村                          | 加茂村                          | 昭和42年10月1日 市原市に編入 | 市原市         | 市原市 |
| 富山村         | 富山村                           | 富山村                           | 昭和29年1月15日 加茂村  | 昭和29年1月15日 加茂村  | 加茂村                          | 加茂村                          | 昭和42年10月1日 市原市に編入 | 市原市         | 市原市 |
| 里見村         | 里見村                           | 里見村                           | 昭和29年1月15日 加茂村  | 昭和29年1月15日 加茂村  | 加茂村                          | 加茂村                          | 昭和42年10月1日 市原市に編入 | 市原市         | 市原市 |
| 白鳥村         | 白鳥村                           | 白鳥村                           | 昭和29年1月15日 加茂村  | 昭和29年1月15日 加茂村  | 加茂村                          | 加茂村                          | 昭和42年10月1日 市原市に編入 | 市原市         | 市原市 |
| 五井村         | 明治24年5月20日 町制             | 明治24年5月20日 町制             | 昭和29年11月3日 五井町  | 昭和29年11月3日 五井町  | 昭和30年3月20日 五井町          | 昭和30年3月20日 五井町          | 昭和38年5月1日 市原市        | 市原市         | 市原市 |
| 東海村         | 東海村                           | 東海村                           | 昭和29年11月3日 五井町  | 昭和29年11月3日 五井町  | 昭和30年3月20日 五井町          | 昭和30年3月20日 五井町          | 昭和38年5月1日 市原市        | 市原市         | 市原市 |
| 千種村         | 千種村                           | 千種村                           | 千種村                  | 千種村                  | 昭和30年3月20日 五井町          | 昭和30年3月20日 五井町          | 昭和38年5月1日 市原市        | 市原市         | 市原市 |
| 市原村         | 市原村                           | 市原村                           | 市原村                  | 市原村                  | 昭和31年7月1日 五井町に一部編入 | 昭和31年7月1日 五井町に一部編入 | 昭和38年5月1日 市原市        | 市原市         | 市原市 |
| 市原村         | 市原村                           | 市原村                           | 市原村                  | 市原村                  | 昭和31年7月1日 市原町に一部編入 |                                 | 昭和38年5月1日 市原市        | 市原市         | 市原市 |
| 菊間村         | 菊間村                           | 菊間村                           | 菊間村                  | 菊間村                  | 昭和30年3月31日 市原町          | 昭和30年3月31日 市原町          | 昭和38年5月1日 市原市        | 市原市         | 市原市 |
| 八幡町         | 八幡町                           | 八幡町                           | 八幡町                  | 八幡町                  | 昭和30年3月31日 市原町          | 昭和30年3月31日 市原町          | 昭和38年5月1日 市原市        | 市原市         | 市原市 |
| 鶴牧村         | 明治24年6月1日 姉崎町に町制改称  | 明治24年6月1日 姉崎町に町制改称  | 姉崎町                  | 姉崎町                  | 姉崎町                          | 姉崎町                          | 昭和38年5月1日 市原市        | 市原市         | 市原市 |
| 海上村         | 海上村                           | 海上村                           | 海上村                  | 海上村                  | 海上村                          | 昭和31年7月1日 三和町           | 昭和38年5月1日 市原市        | 市原市         | 市原市 |
| 養老村         | 養老村                           | 養老村                           | 養老村                  | 養老村                  | 昭和30年3月31日 三和町          | 昭和31年7月1日 三和町           | 昭和38年5月1日 市原市        | 市原市         | 市原市 |
| 市西村         | 市西村                           | 市西村                           | 市西村                  | 市西村                  | 昭和30年3月31日 三和町          | 昭和31年7月1日 三和町           | 昭和38年5月1日 市原市        | 市原市         | 市原市 |
| 市東村         | 市東村                           | 市東村                           | 市東村                  | 市東村                  | 昭和30年2月11日 市津村          | 昭和36年4月1日 町制             | 昭和38年5月1日 市原市        | 市原市         | 市原市 |
| 湿津村         | 湿津村                           | 湿津村                           | 湿津村                  | 湿津村                  | 昭和30年2月11日 市津村          | 昭和36年4月1日 町制             | 昭和38年5月1日 市原市        | 市原市         | 市原市 |

## 行政
千葉・市原郡長
| 代 | 氏名 | 就任年月日                | 退任年月日                | 備考 |
| -- | ---- | ------------------------- | ------------------------- | ---- |
| 1  |      | 明治11年（1878年）11月2日 |                           |      |
|    |      |                           | 明治30年（1897年）3月31日 | 廃官 |

市原郡長
特記なき場合『千葉県市原郡誌』による。
| 代 | 氏名       | 就任年月日                | 退任年月日                | 備考                   |
| -- | ---------- | ------------------------- | ------------------------- | ---------------------- |
| 1  | 小沼量平   | 明治30年（1897年）4月5日  | 明治30年（1897年）6月21日 |                        |
| 2  | 美濃部巌夫 | 明治30年（1897年）6月21日 | 明治32年（1899年）4月9日  |                        |
| 3  | 井上定次郎 | 明治32年（1899年）4月9日  | 明治35年（1902年）2月     |                        |
| 4  | 川瀬渡     | 明治35年（1902年）2月     | 明治35年（1902年）6月24日 |                        |
| 5  | 介川常保   | 明治35年（1902年）6月28日 | 明治41年（1908年）5月28日 |                        |
| 6  | 池内才次郎 | 明治41年（1908年）5月28日 | 明治43年（1910年）3月7日  |                        |
| 7  | 渡辺信     | 明治43年（1910年）3月7日  | 大正2年（1913年）3月12日  |                        |
| 8  | 山下謙一   | 大正2年（1913年）3月12日  | 大正2年（1913年）10月6日  |                        |
| 9  | 加藤輝夫   | 大正2年（1913年）10月6日  | 大正4年（1915年）1月22日  |                        |
| 10 | 熊田淳     | 大正4年（1915年）1月22日  | 大正15年（1926年）6月30日 | 郡役所廃止により、廃官 |